# IBM Personal Computer XT

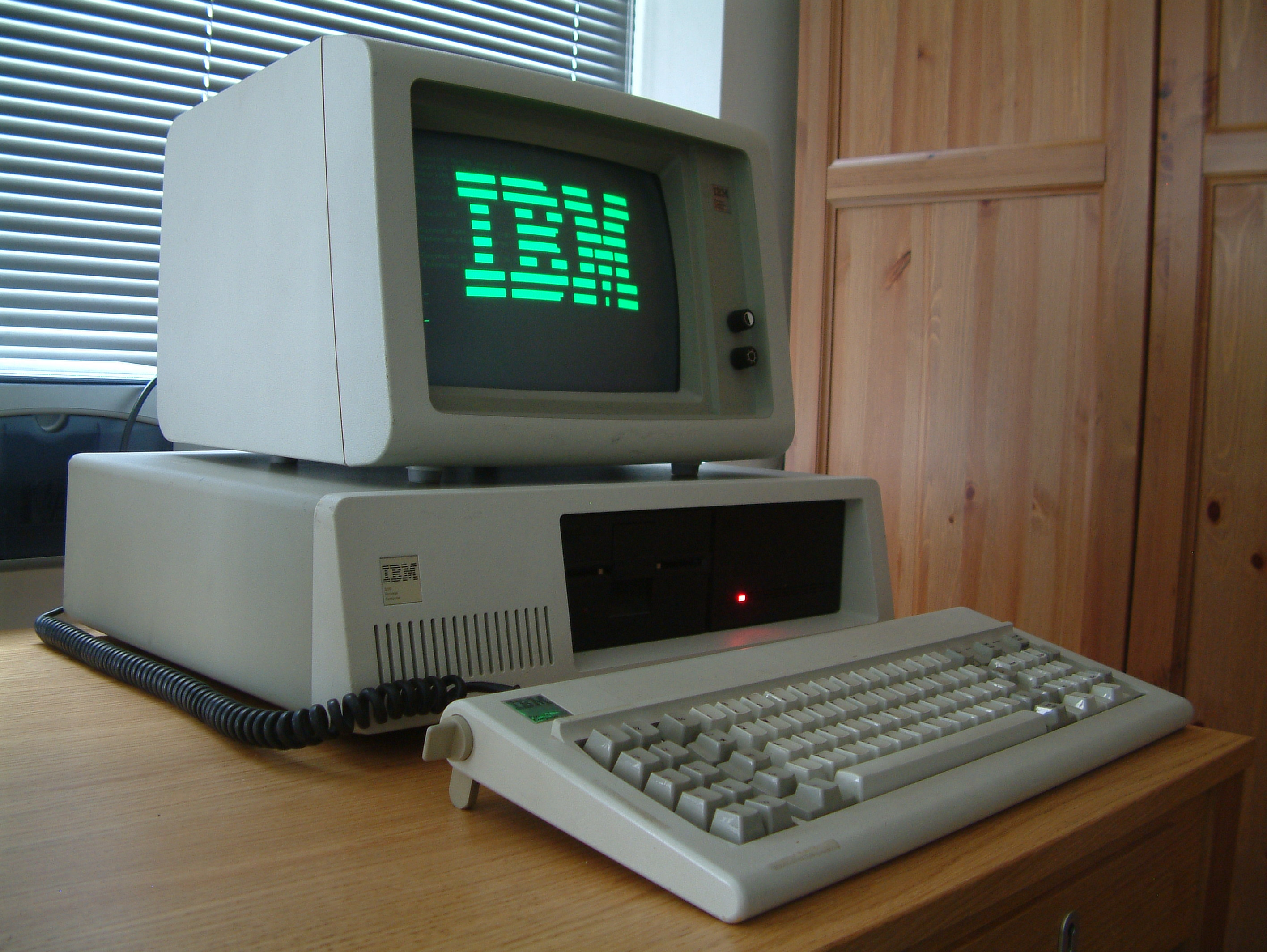
IBM PC XT

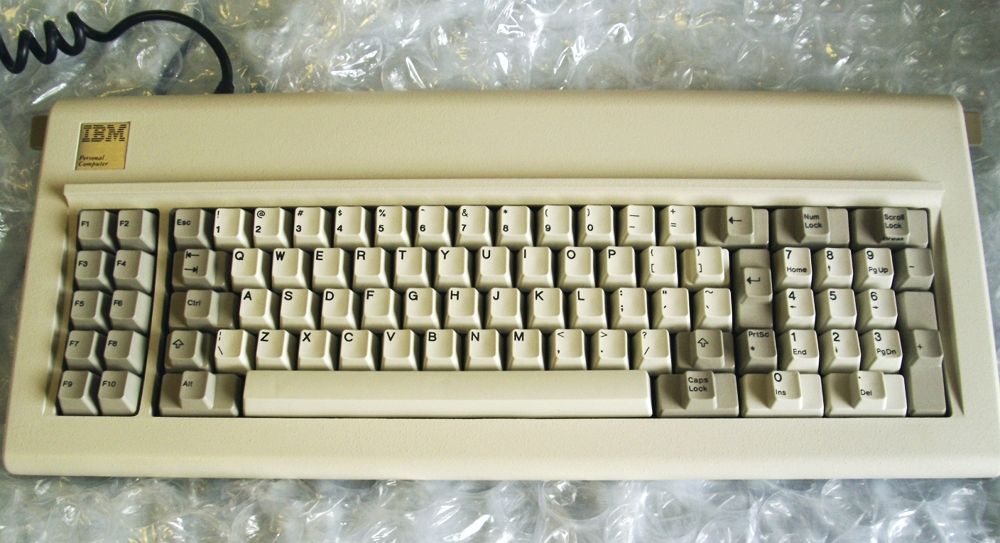
IBM XT-Tastatur mit 83-Tasten. Mit den 10 Funktionstasten links, aus den frühen 1980ern.

Der IBM Personal Computer XT (Typ 5160) oder einfach XT (für eXtended Technology), vorgestellt am 8. März 1983, ist eine geringfügige Weiterentwicklung des IBM Personal Computer, kurz IBM PC. Beide Geräte, PC und PC XT, werden oft unter dem Kürzel PC/XT zusammengefasst und so vom technisch deutlich veränderten Nachfolgemodell Personal Computer/AT, kurz PC/AT, unterschieden.

## Technik
Wie auch bei seinem Vorgänger wurde ein x86-Prozessor mit interner 16-Bit-Architektur, der Intel 8088-Prozessor, verbaut.
Er besitzt im Gegensatz zum originalen PC eine Festplatte (MFM) mit einer Kapazität von 10 MB, ein dementsprechend größeres Netzteil, einen ST-506-kompatiblen Festplattencontroller sowie mehr Steckplätze für Arbeitsspeicher und XT-Bus-Erweiterungskarten auf der Hauptplatine. Er wurde außerdem mit dem neueren PC DOS 2.0 ausgeliefert, das erstmals die bei der Arbeit mit Festplatten fast unverzichtbaren Unterverzeichnisse unterstützte.

## XT-Varianten

### IBM 3270 PC
Weiterhin gab es den XT als IBM 3270 PC mit Hardware zur Emulation eines Terminals vom Typ IBM 3270.

### IBM PC/370
Der IBM PC/370 beinhaltete auf zwei Steckkarten eine /370-kompatible CPU. Der XT diente dabei nur als Ein-/Ausgabeeinheit. Der PC/370 wurde erfolgreich zur Programmentwicklung für IBM-Großrechner eingesetzt.

### PC XT 286
Ein spätes Modell des PC XT, der PC XT 286 (Typ 5162), wurde erst am 2. September 1986 vorgestellt. Anstelle der 8088- besitzt er eine 80286-CPU, was ihn zu einer günstigeren Alternative zum bereits seit 1984 verfügbaren Personal Computer/AT machte. Obwohl beim XT 286 die 80286-CPU nur mit 6 MHz anstatt den 8 MHz des PC/AT getaktet war, erreicht er wegen seines schnelleren Arbeitsspeichers eine höhere Geschwindigkeit. Er verfügt außerdem über das bereits beim PC/AT eingeführte 5,25″-Diskettenlaufwerk in halber Bauhöhe (1.75″) mit einer Speicherkapazität von 1,2 MByte.

### EMR XT
IBM fertigte außerdem den EMR (ElectroMagnetically Resistant) XT für militärische und diplomatische Einsatzgebiete. Er war durch sorgfältige Abschirmungsmaßnahmen gegen das „Abhören“ der elektromagnetischen Strahlung nach amerikanischem TEMPEST-Standard gesichert.

## Erweiterungseinheit
Die PCs XT und XT 286 ließen sich mit der Expansion Unit Model 5161 (Erweiterungseinheit) um ein identisches Gehäuse mit Platz für zusätzliche Laufwerke und Erweiterungskarten vergrößern. Dazu wurde in den XT eine Karte mit Treiberbausteinen eingesteckt, die den Bus des XT mit dem der Erweiterungseinheit über ein Kabel verband. Für den ursprünglichen PC gab es dieselbe Option.